# Enric Roig Masriera
Enric Roig i Masriera (Barcelona, 24 de juny de 1892 - ibídem, 17 de desembre de 1962) fou un violinista, poeta, conferenciant, professor i musicòleg.

## Formació
Va ser fill de Josep Roig Badia, nascut a l'Havana, i d'Amanda Masriera, de Barcelona. Membre de la família Marsriera, una reconeguda família d'artistes del modernisme presents en els diversos àmbits de la cultura, va fer els seus estudis al Conservatori del Liceu. Fou deixeble de Pere Jofre i E. del Pino. La seva formació artística i cultural va estar influïda sobretot per l'entorn familiar. Col·laborà estretament amb la seva família, com a membre de la Companyia Belluguet, musicant i interpretant les obres de teatre que es representaven a l'Estudi Masriera, després Teatre Studium. En aquest entorn va créixer i es va formar artísticament i culturalment.

## Ensenyament
Va succeir a Pere Jofre en la direcció de la seva acadèmia de música. Posteriorment va ser catedràtic al Conservatori del Liceu. També va ser membre del jurat als exàmens de l'École Normale de Musique de París.
Entre els seus deixebles hi ha reconeguts músics com ara Manuel Garcia Morante, Joan Guinjoan o Joaquim Homs de qui, malgrat no ser-ne el seu mestre directe hi va tenir una grans ascendència.

## Musicòleg
El seu mèrit principal va consistir a haver ampliat el camp de la investigació, a la vegada cap als preclàssics i cap als últims moderns. En un ambient de pura inèrcia i d'enrariment, va defensar l'obra i la teoria de Schönberg i dels seus seguidors, entre ells el seu amic Robert Gerhard. Des de 1917 va impartir nombrosos cursos i conferències. També va col·laborar en el Diccionario enciclopédico de la música, editat per la Central Catalana de Publicaciones, i en altres publicacions i revistes en les quals va tractar aspectes musicals i culturals.
Participà en diferents associacions i moviments entorn de la música contemporània i la seva divulgació com ara "Discòfils - Associació Pro-Música", un moviment pioner a l'Estat Espanyol que va estar actiu entre març de 1935 i febrer de 1936, deu anys després del naixement dels discos elèctrics i amb una clara visió formativa del país. Aquesta associació fou promoguda per Joan Prats i Ricard Gomis i comptà amb l'assessorament musical del compositor Robert Gerhard i, el tècnic del musicòleg i violinista Enric Roig. En aquestes sessions participaren també l'eminent musicòleg mossèn Higini Anglès, el crític Josep Palau i Claveras, el folklorista i compositor mallorquí Baltasar Samper i el crític madrileny Adolfo Salazar.

## Fons
El seu fons, que inclou la discografia, es conserva a la Biblioteca de Catalunya. Encara que una part de la biblioteca especialitzada en música del mestre Roig es troba a la biblioteca Pompeu Fabra.

## Obres
- La música del Renaixement (1917)
- Els violinistes italians siscentistes (1922)
- Sonates primitives italianes, franceses i alemanyes (1922)
- Les valors de la música contemporània (1928)
- Els creadors de la música clàssica a Nàpols
- La polifonia clàssica religiosa
- Cançons de trovador
- Remarques sobre la interpretació d’obres clàssiques per a violí (1928)